# Tournefortia mexicana
Tournefortia mexicana là loài thực vật có hoa trong họ Mồ hôi. Loài này được Vatke miêu tả khoa học đầu tiên năm 1876.